# Achalinus formosanus
Espèce
Synonymes
- Achalinopsis sauteri Steindachner, 1913

Statut de conservation UICN

 LC  : Préoccupation mineure
Achalinus formosanus est une espèce de serpents de la famille des Xenodermatidae.

## Répartition
Cette espèce se rencontre :
- à Taïwan ;
- au Japon dans le sud de l'archipel Nansei.

## Description

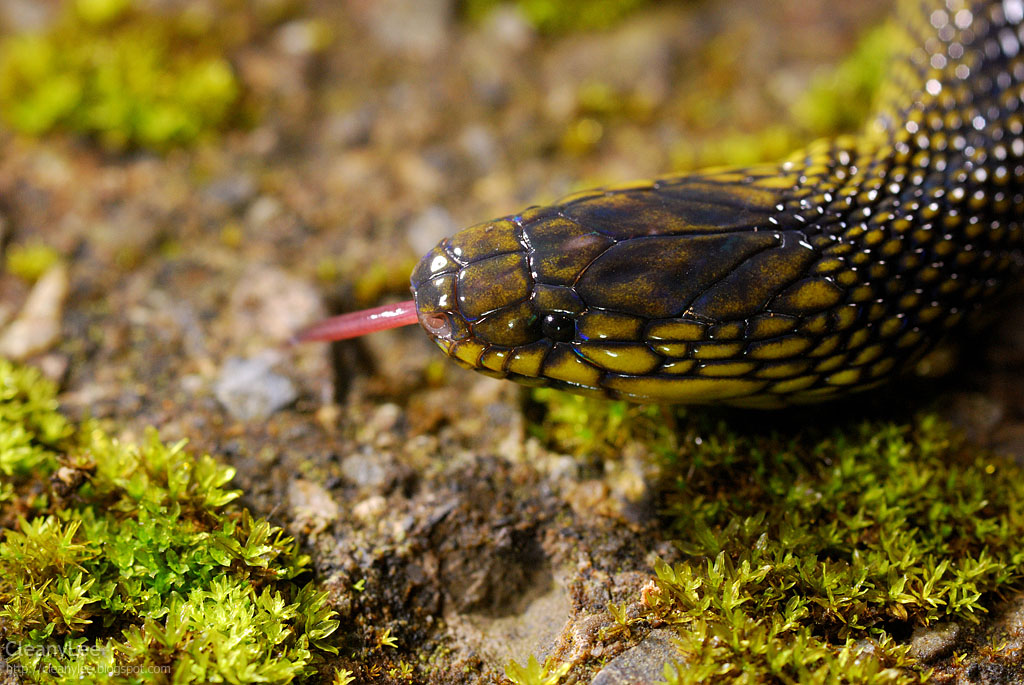

Dans sa description Boulenger indique que le spécimen en sa possession, une femelle, mesure 86 cm dont 14 cm pour la queue. Son dos est noir avec des écailles plus claires au centre. Sa face ventrale est blanc jaunâtre, chaque écaille étant bordée de noirâtre.

## Liste des sous-espèces
Selon The Reptile Database (21 janvier 2014) :
- Achalinus formosanus formosanus Boulenger, 1908
- Achalinus formosanus chigirai Ota & Toyama, 1989 d'Iriomote-jima

## Étymologie
Son nom d'espèce, formosanus, lui a été donné en référence à Formose, l'ancien nom de Taïwan et la sous-espèce en l'honneur de Yoshinori Chigira.

## Publication originale
- Boulenger, 1908 : Descriptions of a new Frog and a new Snake from Formosa. Annals and Magazine of Natural History, sér. 8, vol. 2, no 7, p. 221-222 (texte intégral).
- Ota & Toyama, 1989 : Taxonomic re-definition of Achalinus formosanus Boulenger (Xenoderminae: Colubridae: Ophidia), with description of a new subspecies. Copeia, vol. 1989, no 3, p. 597-602.